# Curitiba brunni
Curitiba brunni là một loài bọ cánh cứng trong họ Cerambycidae.